# De Geestenjager

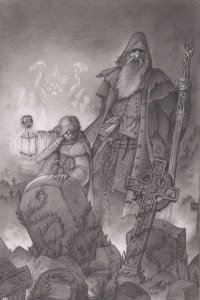
De Geestenjager door Allan Barbeau

 De Geestenjager of  De Laatste Leerling  (Engelse titel: The Spook's Apprentice) is het eerste boek in de serie The Wardstone Chronicles (Nederlandse titel: De Geestenjager) van Joseph Delaney. Het boek werd uitgebracht in 2004 en gevolgd door The Spook's Curse (De Vloek).

## Inhoud
Het verhaal begint na de komst van de Geestenjager, die Thomas (de verteller) op zijn dertiende meeneemt als zijn leerling. Thomas is de zevende zoon van een zevende zoon, en hij heeft de 'Gave van zeven keer zeven'. Daardoor kan hij dingen zien waar anderen blind voor zijn. Zijn moeder trouwde bewust een zevende zoon, zodat zij Thomas kon baren.
De Geestenjager is een lange, in een mantel gehulde oude man met een houten staf in zijn linkerhand, die door het Graafschap reist en lastige wezens zoals boemanen, spoken/geesten en heksen verjaagd voor de mensen die last hebben van deze wezens. Maar de mensen haten hen, omdat de geestenjagers zich bemoeien met duisteren krachten, iets wat tegen hun christelijke leer is.
Thomas weet dat zijn ouders besloten hebben hem mee te laten gaan met de Geestenjager. Hij zal moeten leren "Het Duister", zoals het is genoemd in het boek, te verslaan. De Geestenjager is eigenlijk een heel zorgzaam persoon en hij behandelt Thomas alsof het zijn eigen zoon is. Hij legt uit dat de meeste van zijn andere leerlingen gefaald hebben, omdat ze laf of ongehoorzaam waren en daarom zijn gedood. De staf van de Geestenjager is niet zomaar een staf. Later beseft Thomas dat het een zeer nuttig hulpmiddel is om heksen te verslaan. Maar alleen de kleinste staf van de Geestenjager, van lijsterbessenhout, is daar voor geschikt.
Eenmaal bij het huis van de Geestenjager te zijn aangekomen, begint Thomas' studie. Een van de dingen die hij leert is dat hij nooit vrouwen kan vertrouwen en zeker niet die met puntschoenen. Dan wordt Thomas eropuit gestuurd boodschappen te halen voor het eten (de kok is eigenlijk een boeman). Plotseling komen er een paar jongens van ongeveer zijn eigen leeftijd op Thomas af en dreigen hem in elkaar te slaan, tenzij hij hen wat voedsel geeft. Thomas weigert en de jongens staan op het punt hem aan te vallen als er plotseling een meisje in puntige schoenen verschijnt en hen wegjaagt door ze te vertellen dat Botten Lizzie terug is.
Het mysterieuze meisje vertelt dat ze Annelie heet en dat ze familie is van de gevaarlijkste heksen in het Graafschap: Moeder Malden en Botten Lizzie. Botten Lizzie gebruikt bottenmagie, een soort magie met de botten van dode vijanden. Moeder Malden was een van de meest sinistere heksen die aan bloedmagie deed, een soort hekserij waarbij bloed van iedereen waarvan zij dacht dat het handig zou zijn, werd afgetapt. Ook gebruikte zij het bloed van jonge weggelopen vrouwen om haar eigen jeugdigheid te bewaren. Na verloop van tijd had ze een smaak ontwikkeld voor kinderen.
Ooit had de Geestenjager Moeder Malden in een put vastgebonden met 13 ijzeren staven, zodat ze nooit meer iemand kon terroriseren. Daarna is Thomas bedrogen door Annelie door een koek aan Moeder Malden te geven, die (dat weet Thomas niet) is gevuld met bloed. Moeder Malden wordt sterker en breekt na twee dagen los uit de put. Nu is het aan Thomas om deze heks uit te schakelen. De Geestenjager is bedrogen door met Alice mee te gaan naar Pendel (een plaats die vol is met heksen en andere wezens van "Het Duister") en kan zodoende Thomas niet helpen. Thomas krijgt onverwacht hulp van Annelie, die ongelukkig is met haar familie en hun duistere wegen, om Moeder Malden te verslaan.